# Granremssjön
Granremssjön är en sjö i Härjedalens kommun i Härjedalen och ingår i Ljusnans huvudavrinningsområde. Sjön har en area på 0,249 kvadratkilometer och ligger 428,1 meter över havet.

## Delavrinningsområde
Granremssjön ingår i det delavrinningsområde (686624-142711) som SMHI kallar för Utloppet av Granremssjön. Medelhöjden är 461 meter över havet och ytan är 2,62 kvadratkilometer. Räknas de 2 avrinningsområdena uppströms in blir den ackumulerade arean 25,01 kvadratkilometer. Vattendraget som avvattnar avrinningsområdet har biflödesordning 3, vilket innebär att vattnet flödar genom totalt 3 vattendrag innan det når havet efter 258 kilometer. Avrinningsområdet består mestadels av skog (84 procent). Avrinningsområdet har 0,25 kvadratkilometer vattenytor vilket ger det en sjöprocent på 9,5 procent.